# Reprezentacja Afganistanu w piłce siatkowej mężczyzn
Reprezentacja Afganistan w piłce siatkowej mężczyzn – zespół siatkarski, reprezentujący Afganistan podczas międzynarodowych rozgrywek.

## Udział w imprezach międzynarodowych

### Mistrzostwa Azji
- 2011 – 15. pozycja